# Richard von Loewe
Richard Loewe, seit 1888 von Loewe, (* 4. Mai 1832 in Merseburg; † 22. April 1896 in München) war ein preußischer Generalleutnant.

## Leben

### Herkunft
Er war der Sohn des preußischen Hauptmanns a. D. Karl Eduard Loewe (1789–1865) und dessen Ehefrau Luise, geborene Plange (1796–1882).

### Militärkarriere
Loewe besuchte Realschulen in Erfurt und Nordhausen. Am 21. April 1850 trat er als Musketier in das 31. Infanterie-Regiment der Preußischen Armee ein. Dort avancierte er bis März 1852 zum Sekondeleutnant und absolvierte von Oktober 1855 bis Ende September 1858 die Allgemeine Kriegsschule. Als Premierleutnant wurde Loewe aufgrund seiner guten mathematischen Kenntnisse am 6. August 1859 zur Trigonometrischen Abteilung des Großen Generalstabs kommandiert. Am 4. März 1862 folgte mit seiner Beförderung zum Hauptmann die Versetzung in den Großen Generalstab. Daran schlossen sich Verwendungen im Generalstab der 7. Division sowie wieder im Großen Generalstab an. Für die Dauer des mobilen Verhältnisses anlässlich des Krieges gegen Österreich war Loewe im Generalstab der kombinierte Landwehr-Infanteriedivision in Bentheim tätig. Nach dem Friedensschluss kehrte er in den Großen Generalstab zurück und wurde am 30. Oktober 1866 Major. Als solcher war Loewe von Mitte Oktober 1867 für fünf Monate Lehrer an der Kriegsakademie. Im Anschluss daran kam er nach Hannover in den Generalstab der 20. Division. Am 21. Oktober 1869 wurde Loewe in das 1. Oberschlesische Infanterie-Regiment Nr. 22 versetzt und zum Kommandeur des Füsilier-Bataillon in Rastatt ernannt. In dieser Eigenschaft nahm er 1870/71 während des Krieges gegen Frankreich an der Belagerung von Paris sowie den Gefechten bei Chevilly und Bruyères teil. Seine Leistungen wurden durch die Verleihung des Eisernen Kreuzes II. Klasse gewürdigt.
Nach dem Frieden von Frankfurt wurde Loewe am 18. August 1871 zum Oberstleutnant sowie am 2. September 1873 zum Oberst befördert. Mit seiner bisherigen Uniform sowie dem Rang und den Gebührnissen eines Regimentskommandeurs wurde er am 9. Juni 1874 kurzzeitig zu den Offizieren von der Armee versetzt und am 14. Juli 1874 zum Kommandeur des 5. Ostpreußischen Grenadier-Regiments Nr. 5 in Danzig ernannt. Dieses Regiment gab er am 2. Februar 1880 an seinen Nachfolger Oberstleutnant Friedrich von Lehmann ab und wurde bei gleichzeitiger Beförderung zum Generalmajor zum Kommandeur der 16. Infanterie-Brigade in Erfurt ernannt. Als Generalleutnant war Loewe dann ab 13. November 1884 Kommandeur der 31. Division in Straßburg. In dieser Stellung erhielt er für seine Leistungen am 18. September 1886 den Stern zum Roten Adlerorden II. Klasse mit Eichenlaub sowie am 5. Mai 1888 den Kronenorden I. Klasse. In Genehmigung seines Abschiedsgesuches wurde Loewe am 2. August 1888 mit der gesetzlichen Pension zur Disposition gestellt. Gleichzeitig erhob ihn Wilhelm II. in Anerkennung seiner langen und guten Dienste in den erblichen preußischen Adelsstand.

### Familie
Loewe hatte sich am 19. Oktober 1861 in Berlin mit der Kaufmannstochter Antonie Henriette Amande Hasselbach (1838–1880) verheiratet. Nach ihrem Tod vermählte er sich am 14. Oktober 1882 in Erlangen mit Doris Karolina Freiin von Branca (1856–1929). Aus dieser Ehe gingen zwei Kinder hervor:
- Karl Theodor (*/† 1883)
- Maria Elisabeth Helene (* 1885)